# Zeliščarstvo
Zeliščarstvo je uporaba rastlin in njihovih izvlečkov za zdravljenje in preprečevanje širokega razpona bolezni. V okviru zeliščarstva ločimo dve smeri, ki se v svojem izhodišču in načinu delovanja močno razlikujeta: klasično zeliščarstvo in moderno, znanstveno (racionalno) fitoterapijo. Medtem ko izhaja prva iz tisočletnih izkušenj naših prednikov, je znanstvena fitoterapija utemeljena na strogih znanstvenih merilih, saj temelji na znanstvenih dokazih učinkovitosti in varnosti zdravilnih rastlin in iz njih izdelanih zdravil.

## Zgodovina
Že od nekdaj so se ljudje zavedali, da lahko uporabljajo rastline v zdravilne namene. Ker niso imeli lastnih izkušenj ali je bilo njihovo izročilo pomankljivo, so se zgledovali po živalih. Tako so opazili, da bolne živali nagonsko poiščejo tiste rastline, ki jim pomagajo ozdraveti. Na osnovi teh opazovanj in človeške intuicije se je razvilo zgodnje, šamansko zeliščarstvo. V tisočletjih so se izkušnje o učinkovanju rastlin in posebne oblike rastlinskih pripravkov prenašale iz roda v rod. Šele mnogo kasneje se je bogata zakladnica znanja in izkušenj zlila v medicinske sisteme različnih kultur.

### Babilonija
Zgodovina zeliščarstva se začenja v deželi med Evfratom in Tigrisom, na ozemlju današnjega Iraka. S tega območja izvira tudi prvi zapis o uporabi zdravilnih rastlin. Približno 5000 let stari klinopisi na glinastih ploščicah opisujejo področja uporabe in načina priprave 250 različnih zdravil, med njimi cedrovega in cipresovega olja, mirte, volčje češnje, sene, konoplje, timijana, vrbe, sladkega korena, vrtnega maka in medu. Takrat so se z zdravilstvom ukvarjali v glavnem duhovniki, ki so poleg opravljanja verskih obredov tudi zbirali in uporabljali zdravilna zelišča po astroloških načelih. V skladu z načelom »kakor v velikem, tako v malem« so dodelili sedmero takrat znanih planetov sistemu človeških organov, dvanajst nebesnih znamenj pa različnim predelom telesa. To astrološko naravnano zeliščarstvo Babiloncev se je razširilo tako po orientalskem kakor tudi po zahodnem svetu. Vzporedno pa je tedaj obstajala že 7000 let stara indijska ajurveda, iz katere sta se razvili tudi zeliščarstvo tradicionalne tibetanske medicine in tradicionalne kitajske medicine.

### Egipt
Skoraj sočasno z Babilonijo je nastalo staro-egipčansko zdravilstvo, katerega spoznanja so delno ohranjena na »Ebersovem papirusu« iz 16. stoletja pr. n. št. Tudi v starem Egiptu so bolnike zdravili predvsem duhovniki, tako da so z verskimi obredi prosili bogove za ozdravitev. Zdravilna zelišča so gojili v tempeljskih vrtovih, nato pa so iz njih v posebnem prostoru izdelovali prevretke, mazila in obkladke na osnovi piva, mleka, vina in medu. Po zaslugi Homerja, Herodota in Plinija Starejšega se je bogato izročilo staroegipčanskega znanja preneslo v medicinske veščine Hebrejcev, Arabcev, Perzijcev in Grkov. Uporaba morske čebulice, ricinusa, lanenega semena, sene, maka ali brina v modernem zeliščarstvu izvira iz tedanjega časa.

### Stara Grčija
V Antični Grčiji je egipčansko zeliščarstvo dobilo nov zagon. Grški menihi so od 6. stoletja pr. n. š. uporabljali veliko egipčanskih zdravilnih rastlin pri svojih zdravilskih obredih, ki so jih posvečali bogu zdravilstva Asklepiju. Njegova s kačo ovita palica je še danes simbol zdravniškega poklica. Vzporedno z religioznim se je v stari Grčiji razvijalo tudi posvetno zdravilstvo, ki se je ravnalo po znanstvenih in filozofskih načelih. Najznamenitejši predstavnik te »moderne« grške medicine je bil Hipokrat. Skliceval se je na nauk o sokovih. Po tem nauku prihaja do bolezni telesa in duha zaradi neravnovesja med štirimi telesnimi sokovi (sluzjo, krvjo, rumenim in črnim žolčem). Ravnovesje je mogoče ponovno vzpostaviti s primernim načinom življenja, pa tudi z bljuvali, zdravo prehrano, rastlinskimi zdravili ali s puščanjem krvi.
Temeljni diagnozi je sledilo zdravljenje z zdravilnimi zelišči. Slednjim so pripisovali različne kakovosti, na primer toplo, vlažno, hladno ali suho. Za zdravljenje hladnih in vlažnih bolezni so uporabljali grejoča in sušeča zelišča, na primer timijan in meliso. Bolezni, ki so jih označevali kot vlažne in tople, denimo drisko, pa so zdravili s hladečimi in sušečimi rastlinami, na primer z listi sene ali rabarbarinimi koreninami.

### Rimsko cesarstvo
Za razcvet zeliščarstva v rimskem imperiju so zaslužni grški zdravniki, zlasti Pedanij Dioskurid in Galen. Pred tem so Rimljani v zdravilne namene najpogosteje uporabljali zelje, solato, zeleno, blitvo, čebulo in česen. Dioskurid, vojaški zdravnik, je leta 70 spisal prvi priročnik o zeliščih na Zahodu. Delo opisuje 600 zdravilnih rastlin pa tudi njihovo praktično uporabo, čas nabiranja in pripravo. S tem pomembnim delom je zaznamoval zahodno medicino vse do zgodnjega srednjega veka.
V 2. stoletju je grški zdravnik Klavdij Galen nadaljeval z razvojem legendarne teorije o sokovih in ustvaril način zdravljenja s kompleksnimi zdravilnimi recepti. Zdravnik naj bi natančno poznal lastnosti zdravil, da bi jih lahko uporabljal v zdravilne namene. Enako kot Hipokrat je tudi Galen poudarjal individualen in kostitucijski pristop pri zdravljenju bolnikov z izpiljenimi zeliščnimi recepti; vsebovali so tudi do 200 sestavin.

### Srednjeveška samostanska medicina
Po propadu rimske države se je izgubil velik del tedanjega medicinskega znanja. Da izročilo antičnega zeliščarstva ni povsem izginilo, so med drugim zaslužni srednjeveški samostani. V Evropi so menihi zdravili svoje bolnike v samostanskih bolnišnicah. Pri tem so uporabljali zelišča lastne pridelave. Samostansko zdravilstvo, ki se je razvijalo od 8. stoletja, je združevalo izkušnje germanskega ljudskega zdravilstva z osnovami grško-rimske medicinske šole. Zaradi močnega vpliva Cerkve je smela božjo zdravilno moč rastlin uporabljati le duhovščina. Kmetom je bilo pridelovanje zdravilnih zelišč strogo prepovedano. Po odloku Karla Velikega je bil sestavljen kanon – seznam 89 rastlin, ki naj bi jih gojili v vseh kraljevih vrtovih in samostanih. Na vrhu seznama najdemo poleg vrtnice, pegastega badlja, rožmarina in šentjanževke, tudi mnoge sredozemske rastline, kot so žajbelj, komarček in sivka. Z romarji in trgovci so se v zahodno zeliščarstvo stekali še nauki iz arabskega, indijskega, perzijskega in kitajskega zeliščarstva, kar pa je ostalo skrito za samostanskimi zidovi. Mnoge znamenite samostanske esence, likerji, žganja in tinkture izvirajo iz starih arabskih receptov.

### Zdravilstvo modrih žena
Vzporedno s samostanskim zdravilstvom je v Evropi obstajalo tudi pogansko »zdravilstvo modrih žena«, babic in ravnalcev kosti. Njihove izkušnje so temeljile na ustnem izročilu šamanskega znanja germanskih in keltskih zdravilcev. Zdravilsko znanje teh žena je obsegalo tudi afrodiziake in halucinogena zelišča, zato je veljalo za delo hudiča. Ženske, ki so zdravile s takšnimi zelišči in nekrščanskimi obredi, so bile izobčene, v poznem srednjem veku pa preganjane kot čarovnice in sežgane na grmadi. Zaradi preganjanja modrih žena se je izgubil večji del njihovega izročila in znanja o delovanju zelišč.

### Arabski svet
Medtem ko je bilo v Evropi zeliščarstvo podvrženo nadzoru cerkvene oblasti, so Arabci ustvarjali nov način zdravljenja. Prilagodili in izpopolnili so zeliščarsko znanje, pridobljeno med osvajalskimi pohodi v Egiptu, severni Afriki, srednji Aziji in južni Evropi. V 8. in 9. stoletju so v Bagdadu in Damasku nastale prve lekarne, v katerih so prodajali rastlinska zdravila iz vzhodne Azije. Arabci so izpopolnili destilacijski postopek in izdelovali razne pripravke, na primer sirupe, eliksirje, smole in esence.

### Novi vek
V začetku novega veka je samostansko zdravilstvo doživelo odločilen preobrat – napočil je čas akademske medicine. Samostanska bolnišnica v Salernu je postala stičišče srečanj med arabskimi učenjaki ter mladimi zdravniki in menihi, ki so izmenjevali svoje izkušnje in preučevali stare vire. Tako je salernska šola postala prva medicinska univerza, v kateri duhovščina ni imela več vodilne vloge, saj so v njej delovali predvsem laiki.
Pomemben mejnik za nadaljnji razvoj medicine je bila epidemija kuge v 14. stoletju, med katero je umrla skoraj tretjina evropskega prebivalstva. Takratni zdravstveni sistem ni bil sposoben obvladovati te epidemije, kar je spodbudilo ponovno okrepitev ljudskega zdravilstva. Vzporedno z akademskim zdravniškim poklicem se je izoblikoval poklic ranocelnika, ki mu je pripadal tudi znameniti Paracelzij. Temeljito je vplival na medicino 16. stoletja, pri čemer se je zgledoval tako po ljudskem zeliščarstvu kakor tudi po znanju iz antičnih virov.
Paracelzij je širil svoje znanje v jeziku preprostega ljudstva (ne v latinščini), kar je bilo za tedanji čas skoraj revolucionarno. Poleg zdravilnih rastlin je uporabljal tudi spojine z žveplom, svincem, antimonom in živim srebrom. Iz vsega tega je po spagirični ekstrakcijski metodi izdeloval učinkovite eliksirje po arabsko-egipčanskem zgledu. Rastlinske esence je pridobival z alkoholom, kisom, vodo in sladkorjem ob kuhanju, destilaciji, dušenju, drobljenju ali fermentiranju. Spagirika temelji na predpostavki, da izhajajo vse obstoječe snovi iz ene same prasnovi, to pa sestavljajo štirje elementi. Po tem nauku je vsaka rastlina nečista mešanica, ki jo je šele ob pomoči spagirike mogoče privzdigniti v univerzalno zdravilo.
Po iznajdbi tiska so med 15. in 17. stoletjem začeli izhajati obsežni zeliščarski priročniki, v katerih je bilo zbrano znanje tako iz antike kakor tudi iz ljudskega zdravilstva. Zeliščarske knjige so bile velikokrat napisane v ljudskem jeziku, ne v latinščini, opremljene pa so bile z odličnimi grafikami in risbami.
S kolonizacijo Amerike so prišle v Evropo še zdravilne rastline iz indijanskega ljudskega zdravilstva, kot so skorja kininovca, kaček, srčna moč in ameriško majsko jabolko. Te rastline se še danes uporabljajo v homeopatiji.

### Moderna doba
V začetka 19. stoletja se je uveljavljala znanstveno usmerjena medicina, ki je uporabljala izvlečke rastlinskih snovi in ne več celih rastlin. Te rastlinske snovi so ohranjale svojo kakovost in jih je bilo lažje odmerjati. Odkritje učinkovin, na primer skupine alkaloidov, je omogočilo pripravo morfija, strihnina in kinina kar je v medicini pomenilo pravo revolucijo. Aspirin je bil prvo sintetično zdravilo, patentirano leta 1899. Približno 40 let kasneje so prišli na trg prvi antibiotiki. Zeliščarstvo je dobilo s tem močno konkurenco. V tistem času so se naravni zdravilci in reformisti v medicini zavzemali za ohranitev zeliščnega zdravljenja; med najbolj znanimi sta bila Sebastian Kneipp, ki je uporabljal zdravilne rastline pretežno za kopeli in povitke, in Rudolf Steiner, utemeljitelj antropozofske medicine. Znanstvenik Gerhard Madaus je ustanovil eno prvih ustanov za preučevanje fitokemije in farmakologije.

### Samostansko zdravilstvo na Slovenskem
Vsi samostani, ki so nastali na naših tleh, so imeli v svojih pravilih dolžnost skrbeti za zdravje samostanske skupnosti. Redovnik, ki je bil pristojen za to področje, je imel naziv infirmarij. S samostanskim zdravilstvom so se ukvarjali že kartuzijani v Žičah in Pleterjah, cistercijani v Stični ter Pavlinci v Olimju - gotovo pa še mnogi drugi, o katerih ne vemo dovolj. Od omenjenih je še posebej pomembna lekarna v Olimju (1670), ki je imela lepo urejen, poslikan prostor. Baročna lekarna je znana po freskah Antona Jožefa Lerchingerja s svetopisemskimi prizori, povezanimi z boleznimi, zdravilnimi zelišči in starodavnimi zdravitelji (1780). To je bila hkrati prva samostanska lekarna, kjer so lahko zdravila dobili tudi okoliški prebivalci.
Družbene razmere v bližnji preteklosti niso bile ravno naklonjene samostanskemu zdravilstvu, toda kljub temu so se mnogi bolniki zatekali po pomoč v samostane. Po dobrih pripravkih sta bila najbolj znana samostana v Žičah in Pleterjah; potem ko so minoriti leta 1990 prevzeli samostan v Olimju, pa so tudi tam začeli ponovno obujati tradicijo zeliščarstva.
Odtlej zanimanje za zeliščne pripravke ponovno narašča. Veliko se piše o učinkovitosti posameznih zdravilnih rastlin, ljudje jih tudi sami več nabirajo in se izobražujejo na raznih tečajih, seminarjih, krožkih in izletih v naravo. Danes je v Sloveniji že kar nekaj uspešnih pridelovalcev in še več izdelovalcev pripravkov iz zdravilnih zelišč. Tradicijo gojenja in predelave zdravilnih rastlin so ohranili trije slovenski samostani - žiški, olimski in stiški.
Žiče
V nekdanjem kartuzijanskem samostanu imajo bogat zeliščni vrt, zeliščno lekarno in zanimiv prikaz življenja menihov v preteklosti.
Olimje
Nekdanje delo redovnikov pavlincev nadaljujejo bratje minoriti. Pripravljajo več znanih izdelkov, od zeliščnih čajev in mazil do tinktur. Pred samostanom je urejen zeliščni vrt, v katerem se lahko tudi poučimo o imenih in značilnostih posameznih zdravilnih rastlin ter izvemo, pri katerih težav nam najbolje pomagajo.
Stična
V samostanu nadaljujejo izročilo slovenskega najbolj znanega zeliščarja patra Simona Ašiča. Pripravljajo 24 čajnih mešanic, 10 vrst mazil in 10 tinktur, izdelujejo jabolčni kis, ukvarjajo se z glino in svetujejo. Čajne mešanice pripravljajo tudi po individualnih željah ali predpisanih receptih. Stalno imajo na zalogi 150 zdravilnih rastlin.

## Klasično zeliščarstvo
Klasično zeliščarstvo je veja izkustvenega zdravilstva, ki se navezuje na izročilo modrih žena in zeliščarjev prejšnjih stoletij. Zanj je značilno dejstvo, da obravnava rastlino kot celoto. Pri tem imajo pomembno vlogo njene sestavine pa tudi rast in nahajališče, kjer uspeva.

### Signaturni nauk
Ko učinkovine, ki se nahajajo v rastlinah, še niso bile znanstveno dokazane, se je človek zanašal na svojo intuicijo ali na namige, ki jih je prejemal iz narave. Pomembno vlogo so imela čutila: voh, okus, otip in vid. Iz tistega časa izhaja tudi signaturni nauk, ki ga je osnoval Paracelzij. Ta nauk pravi, da je iz oblike, barve, vonja, okusa, časa in kraja rasti kakšne rastline mogoče sklepati o njenih možnih zdravilnih učinkih. Signatura (oznaka) določene rastline naj bi se ujemala s signaturo (naravo, značajem) bolezni. Rastlina, ki ima rada vlažna tla, je veljala kot zdravilo proti revmatskim bolezni, ki se prav tako razvijejo v vlažnem okolju. Med takšne rastline spadajo oslad, vrba, močvirski rožmarin in druge, ki jih tudi po znanstvenih merilih uporabljamo pri vnetju sklepov. Čeprav signaturni nauk dandanes ni najzanesljivejši način razvrščanja rastlin, ga še vedno uporabljamo, vsaj kot prvo merilo za lažje razumevanje bistvenih lastnosti posamezne rastline in za pripravo zeliščnih mešanic. Signaturni nauk ima določeno vlogo tudi v homeopatiji.
V starem evropskem zeliščarstvu je bila vsaka zdravilna rastlina tudi astrološko opredeljena. Menili so namreč, da lunine mene močno vplivajo na vodno ravnotežje in rast rastlinskih korenin, medtem ko sonce skrbi za razvoj cvetov, listov in plodov.
- Tipične lunine rastline so prepoznavali po vodeno nabreklih plodovih (npr. omela) in po steblih, ki vsebujejo mlečni sok; med drugim so jih uporabljali pri boleznih želodca ali ženskih spolovil – obe vrsti težav so pripisovali luni.
- Sončne rastline, katerih cvetovi se odpirajo in zapirajo v sončnem ritmu, so uporabljali ob pomanjkanju vitalnosti ali pri srčnih boleznih.

### Razvrščanje po štirih elementih
Nekoč so rastline pripisovali štirim elementom. Pripadnost rastline ali rastlinske družine ognju, vodi, zraku ali zemlji je bila odvisna predvsem od njenega okusa in vonja. Tako so zelišča z veliko grenčinami prištevali k ognju, zelišča z veliko vsebnostjo sluzi k vodi, droge z eteričnimi olji k zraku, rastline z ogljikovimi hidrati pa k zemlji. Toda praksa kaže, da so v mnogih rastlinah združene kvalitete različnih elementov. Jaščarica (Peucedanum ostruthium) je na primer pravo univerzalno zdravilo – njene korenine so zemeljske, kobuli zračni, okus pa ognjen.
Po elementih so nekoč razvrščali tudi obolenja in glede na to izbirali ustrezno zdravilo s pripadnostjo istemu elementu.

### Lunin vpliv
Mnogi ljudje prisegajo na gojenje zelišč ob upoštevanju luninih men. Prepričani so namreč, da je zdravilnost rastlin največja tedaj, če jih utrgamo ali naberemo ob ustrezni uri, v pravilnem letnem času ali ob primerni lunini meni.
- Korenine je potrebno izkopavati predvsem pozimi ob pojemajoči luni, ko se sok spušča.
- Liste obiramo ob naraščajoči luni, in to zjutraj, ko so najbolj sočni, saj se takrat sok vzpenja.
- Cvetove trgamo zjutraj, ko se rosa osuši.
- Skorjo lahko nabiramo vse leto, vendar je najbolj zdravilna spomladi in jeseni.

## Samozdravljenje z zdravilnimi zelišči
Za samozdravljenje najpogosteje uporabljamo sveže ali posušene dele rastlin. Droga je na zavitkih ali receptih običajno označena v latinščini. Pogosto uporabljamo rastlinsko skorjo (cortex), liste (folia), plodove (fructus), korenine (radix), zel (herba) in semena (semen).
Priprava čajev
Priprava čajev je odvisna od lastnosti izhodiščne droge. Nekaj vrst priprave:
- Pri poparku (infuzu) se sproščajo eterična olja pa tudi sluzi in grenčine. Ta oblika priprave je primerna za cvetove in liste. Čajno mešanico prelijemo z vročo ali vrelo vodo in jo pustimo 5 do 10 minut; dobro je, če posodo pokrijemo. Pri rastlinah, ki vsebujejo eterična olja, voda ne sme več vreti. Nato čaj precedimo.
- Iz rastlinskih korenin ali skorje pridobimo težko topne mineralne sestavine tako, da pripravimo prevretek (dekokt). Čajno mešanico damo v mrzlo vodo, jo segrejemo do vrelišča in nekaj časa (odvisno od navodil) prekuhavamo. Čaj precedimo in ga pijemo ohlajenega.
- Pri hladnem izvlečku (maceratu) prelijemo čaj s hladno vodo in ga pustimo stati dlje časa. Takšna priprava je primerna za droge, ki vsebujejo sluzi, kot sta slezova korenina ali islandski lišaj, ki nista odporna proti vročini in bi njun zdravilni učinek z vretjem popolnoma izničili.

Čajne mešanice
Čajne mešanice deloma izdelujejo industrijsko, deloma pa jih pripravljajo v lekarnah, torej v skladu s predpisanimi standardi. Pri pripravi čajnih mešanic razlikujemo:
- vodilne droge (s svojim učinkom odrejajo specifično indikacijo),
- dopolnilne droge (podpirajo učinek glavnih drog ali blažijo neželjene učinke) in
- pomožne droge (izboljšajo okus, aromo ali videz čaja).

Tinkture in tekoči izvlečki
Tinkture pripravljamo iz posušenih rastlinskih drog, katerih sestavine ekstrahiramo z alkoholom. Alkoholne tinkture so večinoma končni izdelki, namenjeni za zunanjo uporabo. Tinkturo iz arnike (čisto ali v obliki mazila) na primer uporabljamo za oskrbo udarnin.
Tekoči izvlečki so večinoma končni izdelki za notranjo uporabo. Za pripravo tekočega izvlečka potrebujemo 1 del rastlinske droge in 1 del vode ali alkohola. Timijanov tekoči izvleček je na primer preizkušeno sredstvo za lajšanje težav pri bronhitisu, jemljemo ga v obliki kapljic ali soka.
Mazila in kopeli
Mazila uporabljamo lokalno za vtiranje ali jih dodajamo parnim kopelim. Osnova za pripravo mazil so tinkture, ekstrakti ali macerati.
Pri parnih kopelih vdihavamo vroče hlape z raztopljenimi eteričnimi olji. V vročo vodo kanemo mazilo, že pripravljeno mešanico ali posamezno zelišče (npr. kamilične cvetove). Pripravimo si posodo poparka z izbranim zeliščem ali mešanico, glavo pokrijemo z brisačo in vdihavamo hlape – lahko pa uporabimo inhalator. Ob vnetjih dihalnih poti zdrobimo pol čajne žličke janeževih plodov in jih poparimo s 150 ml vode. Inhaliramo dvakrat na dan.
Kopeli z rastlinskimi dodatki so priporočljive zlasti pri motnjah spanja, nervozi, revmatskih težavah, prehladnih boleznih in kožnim obolenjih. V kopalno kad odmerimo izbrani rastlinski izvleček v obliki kopalnega olja, kopalne soli ali čistega rastlinskega izvlečka. Zeliščne kopeli lahko pripravimo tudi sami, tako da 5 do 10 kapljic eteričnega olja (aromaterapija) pomešamo s četrt litra polnomastnega mleka – da eterična olja v vroči kopalni vodi ne izhlapijo prehitro, temveč se enakomerno porazdelijo.
Fitoterapija pozna še celo vrsto drugih zunanjih pripravkov, kot so delne kopeli, ročne in nožne kopeli, komprese, povitki in obkladki.

## Kako poteka zeliščno zdravljenje
Za rastlinske pripravke večinoma ne potrebujemo recepta, so v prosti prodaji v lekarnah, drogerijah ali specializiranih prodajalnah. Uživamo jih največkrat v obliki tablet, kapsul, pastil, kapljic ali soka, za zunanjo uporabo pa imamo na voljo razne kreme, mazila, gele, tinkture ali olja.
- Zdravilec potrebuje veliko časa za anamnezo. Poleg zdravstvenih težav ga zanima tudi način življenja in prehranjevalne navade. Po pogovoru sledi temeljit pregled.
- Zdravilec nato glede na specifične težave bolnika predpiše recept za čaj ali tinkturo ali pa izbere katerega od standardnih pripravkov (izdelkov, ki jih je mogoče kupiti v lekarnah ali specializiranih prodajalnah).
- Čas zdravljenja je odvisen od vrste bolezni, predvsem pa od tega, ali gre za akutno ali kronično obolenje. Pri akutnih boleznih naj bi bolnik ozdravel v dveh do treh tednih.
- Pri kroničnih težavah zeliščno zdravljenje pokaže bistveno izboljšanje šele po nekaj tednih ali mesecih.

Uspeh zdravljenja pospešujeta zdravo življenje in pravilna prehrana.

## Nabiranje zdravilnih zelišč
Pri nabiranju zdravilnih zelišč moramo upoštevati nekaj osnovnih pravil:
- Ne trgajte zaščitenih vrst rastlin.
- Nabiranje zelišč je prepovedano v naravnih parkih in seveda na zasebnih zemljiščih.
- Ne izpulite celotne rastline, temveč potrgajte le tiste dele rastline, ki jih potrebujete, npr. cvetove ali liste; tako si bo rastlina kmalu lahko opomogla.
- Nabirajte le tiste rastline, ki jih poznate, in se pri tem omejite na razumno količino, ki jo boste za svoj pripravek res potrebovali.
- Zdravilna moč rastlin je odvisna tudi od časa nabiranja. Najugodneje jih je nabirati dopoldne, še zlasti, če prejšnji dan ni deževalo.
- Ne nabirajte rastlin, ki rastejo blizu prometnih cest, saj vsebujejo preveč škodljivih snovi.

Nabrana zelišča je potrebno čim prej obdelati. Sušimo jih na obešena na senčnem in zračnem mestu. Po sušenju zdrobljeno drogo je treba shraniti v temnih kozarcih.

## Povezave
- Zgodovina in mitologija zeliščarstva (v angleščini)
- Zgodovina zeliščarstva (v angleščini)
- Zeliščna medicina (v angleščini)
- Zeliščna medicina Arhivirano 2012-03-02 na Wayback Machine. (v angleščini)
- Zgodovina zeliščarstva Arhivirano 2011-02-23 na Wayback Machine.
- Od zeliščarstva do prvih lekarn
- Nabiranje in shranjevanje zdravilnih zelišč Arhivirano 2009-06-09 na Wayback Machine.